# 上市町 (岡山県)
上市町（かみいちちょう）は、岡山県阿哲郡にあった自治体である。

## 概要
現在の新見市上市・足立・坂本・西方・金谷に当たり、高梁川上流域に位置する。
備中国哲多郡に属し、井村・坂本村・西方村・金谷村の各村落があった。往古は金谷村が大飯郷に、それ以外は新見郷（新見荘）に属した。
元和3年に池田長幸が鳥取から備中松山へ移封され、その後水谷氏が松山城主になると元禄6年までその所領に属した。同10年に関長治が新見に移封されて新見藩を立藩すると西方村・坂本村はその所領となり、井村・金谷村は松山藩領として残ったが、井村は正徳元年に幕府直轄地となり主に倉敷代官所の支配を受けて明治維新に至った。
町の中心は役場所在地である井村であり、かつては哲多郡役所も置かれていたが、1928年（昭和3年）に新見駅が西方字大田今井地内に設置されると交通や商業の中心が西方へと移り、井村は次第に衰退していった。

## 沿革
- 弘化元年（1844年） - 西方村が西方村上組・西方村下組に分かれる[1]。
- 慶応4年5月16日（1868年7月5日） - 倉敷県が設置されて井村・金谷村はその管轄となる[1]。
- 明治4年7月14日（1871年8月29日） - 廃藩置県により新見藩が新見県となり、西方村（上組・下組）・坂本村はその管轄となる。以後、全村は深津県・小田県を経て岡山県に編入される[1]。
- 1874年（明治7年）12月28日 - 西方村上組・西方村下組が合併して西方村となる[1]。
- 1878年（明治11年）9月29日 - 郡区町村編制法の岡山県での施行により、行政区画としての哲多郡が発足。郡役所を井村に設置[1]。
- 1883年（明治16年）2月15日 - 連合戸長役場制度発足により、哲多郡第一部戸長役場を井村に設置し、同村および坂本村・西方村・金谷村を管轄[1]。
- 1889年（明治22年）6月1日 - 町村制の施行により、第一部戸長役場管轄区域の4村が合併して村政施行し、上市村が発足。旧村名を継承した4大字を編成し、役場を井村に設置[1]。
- 1894年（明治27年）3月29日 - 哲多郡役所を新見村に移転し、阿賀・哲多郡役所となる[3]。
- 1900年（明治33年）4月1日 - 哲多郡と阿賀郡（一部）が合併して阿哲郡となる。
- 1933年（昭和8年）9月15日 - 役場を大字井村631番地ノ1に移転[4]。
- 1946年（昭和21年）2月11日 - 上市村が町制施行して上市町となる[1]。
- 1954年（昭和29年）6月1日 - 新見町・美穀村・石蟹郷村・草間村・豊永村・熊谷村・菅生村と合併して市制施行し、新見市（初代）が発足。同日上市町廃止。

## 合併後
新見市発足後の4大字は「上市町」を冠して同市の大字に継承されたが、翌1955年（昭和30年）に上市町井村は上市井村とし、それ以外は「上市町」を外し元に戻した。さらに上市井村は1960年（昭和35年）10月に上市と足立に分割された。なお上市井村の名は岡山県道378号の路線名として残る。

## 行政

### 歴代町長
| 代            | 氏名       | 就任年月日                 | 退任年月日                 | 備考                      |
| ------------- | ---------- | -------------------------- | -------------------------- | ------------------------- |
| 初            | 平井亀次郎 | 1889年（明治22年）10月5日  | 1893年（明治26年）3月24日  | 上市村長                  |
| 2             | 板野謹吾   | 1893年（明治26年）6月7日   | 1895年（明治28年）6月24日  |                           |
| 3             | 渡辺清通   | 1895年（明治28年）9月16日  | 1897年（明治30年）5月15日  |                           |
| 4             | 千原豊太郎 | 1897年（明治30年）10月6日  | 1901年（明治34年）3月4日   |                           |
| 5             | 宮永弥一郎 | 1901年（明治34年）6月6日   | 1902年（明治35年）3月4日   |                           |
| 6             | 段塚栄太郎 | 1902年（明治35年）4月23日  | 1903年（明治36年）2月23日  |                           |
| 7-10          | 桜井泰太郎 | 1903年（明治36年）7月21日  | 1917年（大正6年）6月30日   |                           |
| 11-13         | 石垣直人   | 1917年（大正6年）8月21日   | 1929年（昭和4年）1月30日   |                           |
| 14            | 土屋繁三   | 1929年（昭和4年）3月5日    | 1933年（昭和8年）3月4日    |                           |
| 15            | 土屋繁三   | 1933年（昭和8年）9月15日   | 1934年（昭和9年）10月10日  |                           |
| 16-17         | 石垣直人   | 1934年（昭和9年）10月12日  | 1942年（昭和17年）10月11日 |                           |
| 18            | 桜井澄     | 1942年（昭和17年）10月12日 | 1944年（昭和19年）2月17日  |                           |
| 19            | 林武一     | 1944年（昭和19年）2月21日  | 1946年（昭和21年）8月25日  | 1946年2月11日から上市町長 |
| 20-21         | 白神寿吉   | 1946年（昭和21年）10月1日  | 1951年（昭和26年）4月4日   |                           |
| 22            | 白神寿吉   | 1951年（昭和26年）4月23日  | 1954年（昭和29年）5月31日  |                           |
| 参考文献 - ・ |            |                            |                            |                           |

## 教育
- 上市小学校（井村、現・新見市立上市小学校）
- 西方小学校（西方、現・新見市立西方小学校）
- 足立小学校（井村、2006年に神代小学校に統合[6]）
- 芋原小学校（井村、昭和30年度に移転し吉原小学校と改称[7]、1972年に足立小学校に統合）
- 福本小学校（坂本、2007年に上市小学校に統合[8]）
- 上市中学校（井村、1958年に新見中学校と統合して新見第一中学校となる）
- 福本中学校（坂本、2004年に新見第一中学校に統合[9]）

## 交通

### 鉄道
- 伯備線：新見駅 - 備中神代駅
- 姫新線：新見駅
- 芸備線：備中神代駅